# Bầu cử ở Nhật Bản
Tiến trình chính trị của Nhật Bản có ba hình thức bầu cử: tổng tuyển cử tại Chúng Nghị viện (Hạ viện) được tổ chức bốn năm một lần (trừ khi Hạ viện bị giải tán trước đó), bầu cử Tham Nghị viện (thượng viện) được tổ chức ba năm một lần để chọn một nửa số thành viên và bầu cử ở địa phương được tổ chức bốn năm một lần cho các văn phòng ở tỉnh và hạt. Bầu cử được giám sát bởi Ủy ban quản lý bầu cử ở mỗi cấp hành chính theo sự chỉ đạo chung của Hội đồng quản lý bầu cử trung ương, một cơ quan đặc biệt trực thuộc Bộ Nội vụ và Truyền thông (MIC). Tuổi bỏ phiếu tối thiểu trong hệ thống bầu cử không bắt buộc của Nhật Bản đã giảm từ hai mươi xuống còn mười tám tuổi vào tháng 6 năm 2016. Cử tri phải đáp ứng yêu cầu cư trú ba tháng trước khi được phép bỏ phiếu.
Để làm việc trong các cơ quan nhà nước, có hai yêu cầu về độ tuổi: hai mươi lăm tuổi để được vào Hạ viện và hầu hết các cơ quan địa phương, và ba mươi tuổi để được vào Thượng viện và làm thống đốc tỉnh. Mỗi khoản tiền gửi để ứng cử cho bầu cử quốc gia là 3 triệu yên (khoảng 27 nghìn đô la) cho một khu vực bầu cử một ghế và 6 triệu yên (khoảng 54 nghìn đô la) cho đại diện theo tỷ lệ.